# Eutelia arnoldi
Eutelia arnoldi là một loài bướm đêm trong họ Noctuidae.